# Corentin de Leissegues

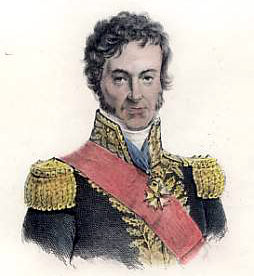
Admiral de Leissegues

Corentin-Urbain de Leissegues (* 29. August 1758 in Hanvec, Département Finistère; † 26. März 1832 in Paris) war ein französischer Marineoffizier während der Koalitionskriege nach der Französischen Revolution.

## Marinelaufbahn
1796 wurde Leissegues zum Konteradmiral befördert, nach Einsätzen in der Karibik, am Ärmelkanal und in Antwerpen erhielt er 1803 das Kommando in Brest.

### Santo Domingo
Im Jahr 1805 erhielt er den Auftrag, die französischen Truppen in Santo Domingo zu verstärken. Gemeinsam mit einem Geschwader von Konteradmiral Jean-Baptiste Willaumez durchbrach er mit seinen fünf Linienschiffen am 13. Dezember 1805 die britische Blockade vor Brest. Drei von Leissegues Schiffen erreichten Santo Domingo am 20. Januar 1806, die beiden anderen am 29. Januar. Der britische Vizeadmiral John Thomas Duckworth hatte am 26. November 1805 die Blockade von Cádiz abgebrochen und war bei der Verfolgung eines anderen französischen Geschwaders bis zu den Leeward-Inseln gelangt, wo er sich mit Schiffen unter Konteradmiral Alexander F. I. Cochrane vereinigte. Britische Schiffe entdeckten Leissegues und benachrichtigten Duckworth. Noch bevor die bei der Atlantik-Überfahrt beschädigten Schiffe von Leissegues vollständig überholt werden konnten, wurden sie am 6. Februar 1806 vor Santo Domingo von sieben britischen Linienschiffen der Royal Navy unter Duckworth angegriffen. Nach zweistündiger Seeschlacht war Leissegues besiegt. Drei seiner Schiffe wurden von den Briten erobert. Zwei weitere wurden von den Briten in Brand gesetzt – darunter sein Flaggschiff L'Impérial (mit 130 Kanonen das kampfstärkste der beteiligten Schiffe), die Mannschaften konnten sich aber an Land retten. Die britischen Verluste wurden mit 74 Toten und 264 Verwundeten angegeben, die Franzosen hatten zirka 1.500 Opfer zu beklagen.

### Mittelmeer
Leissegues kehrte im Juni 1808 nach Frankreich zurück und wurde 1809 nach Venedig versetzt. 1811 war er Befehlshaber der Flotten Frankreichs, Italiens und Neapels im Ionischen Meer. Er blieb auf der französisch besetzten Insel Korfu, der nördlichsten der Ionischen Inseln, bis er 1814 den Befehl erhielt, die Insel an die siegreichen Alliierten zu übergeben.
Nach dem Krieg wurde er am 8. Juli 1816 zum Vizeadmiral befördert und im Oktober 1817 in die Reserve versetzt.